# Pleurosicya mossambica
Pleurosicya mossambica är en fiskart som beskrevs av Smith, 1959. Pleurosicya mossambica ingår i släktet Pleurosicya och familjen smörbultsfiskar. Inga underarter finns listade i Catalogue of Life.